# Amreeka
Amreeka es una película independiente de 2009 coproducida entre Kuwait, Estados Unidos y Canadá, escrita y dirigida por Cherien Dabis y protagonizada por Nisreen Faour, Melkar Muallem, Hiam Abbass, Alia Shawkat, Yussuf Abu-Warda, Joseph Ziegler y Miriam Smith.
Amreeka presenta la historia de una familia tanto en Cisjordania como en un suburbio de Chicago. Fue estrenada en el Festival de Cine de Sundance en 2009 y logró el reconocimiento de la crítica especializada en varios eventos a nivel mundial. National Geographic Entertainment compró todos los derechos teatrales y domésticos de Amreeka después de su debut en Sundance.

## Sinopsis
Muna Farah (Nisreen Faour) es una madre cristiana palestina divorciada que está criando a su hijo adolescente Fadi (Melkar Muallem). Ella trabaja para un banco en Ramallah, parte de Cisjordania, territorios palestinos. Cada día después del trabajo, Muna recoge a Fadi en la escuela y cruza un control israelí para llegar a su hogar en Belén. Ella vive con su anciana madre y tiene visitas ocasionales de su hermano Samer. Un día después de llegar a casa, Muna descubre que se le ha otorgado una tarjeta verde estadounidense. A pesar de que inicialmente consideraba rechazar la oferta, Muna reconsidera después de que ella y Fadi son acosados en el punto de control por soldados israelíes.
La familia llega a los Estados Unidos poco después de la invasión de Irak en 2003 para quedarse con la familia de su hermana en Illinois. Después de un tiempo difícil por las distintas costumbres, Muna se reúne con su hermana, Raghda Halaby (Hiam Abbass), su cuñado Nabeel (Yussuf Abu-Warda) y sus tres hijos Salma (Alia Shawkat), Rana (Jenna Kawar), y Lamis (Selena Haddad). Más tarde, sin embargo, Muna descubre que una caja de galletas fue confiscada durante la búsqueda de aduanas y se horroriza: la caja contenía todos los ahorros de su vida. Muna, por lo tanto, busca trabajo, pero se decepciona al descubrir que sus múltiples títulos y experiencia laboral no garantizan el tipo de empleo que está buscando. Ella finalmente toma un trabajo en el restaurante White Castle. Muy avergonzada para decirle la verdad a su familia, finge haber sido contratada por el banco que queda al lado del restaurante.

## Reparto
- Nisreen Faour es Muna Farah
- Melkar Muallem es Fadi Farah
- Hiam Abbass es Raghda Halaby
- Yussuf Abu-Warda es Nabeel Halaby
- Alia Shawkat es Salma Halaby
- Jenna Kawar es Rana Halaby
- Selena Haddad es Lamis Halaby
- Joseph Ziegler es el señor Novatski
- Brodie Sanderson es Matt
- Miriam Smith es la empleada del banco

## Recepción
La película fue bien recibida por la crítica especializada y por la audiencia en general. Amreeka cuenta con un porcentaje de aprobación del 87% en el sitio especializado Rotten Tomatoes. En Metacritic tiene una puntuación de 73 sobre 100 basada en 23 reseñas, indicando reseñas generalmente favorables. El popular crítico estadounidense Roger Ebert le dio a Amreeka tres estrellas y media de cuatro posibles.